# 46e division de réserve (Empire allemand)
Pour les articles homonymes, voir 46e division.
La 46e division de réserve est une unité de l'armée allemande qui participe à la Première Guerre mondiale.

## Première Guerre mondiale

### Composition

#### Composition à la mobilisation - 1916
- 91e brigade d'infanterie de réserve

213e régiment d'infanterie de réserve
215e régiment d'infanterie de réserve
- 92e brigade d'infanterie de réserve

214e régiment d'infanterie de réserve
216e régiment d'infanterie de réserve
- 18e bataillon de jäger de réserve
- 46e détachement de cavalerie de réserve
- 46e régiment d'artillerie de campagne de réserve
- 46e compagnie de pionniers de réserve

#### 1917 - 1918
- 92e brigade d'infanterie de réserve

214e régiment d'infanterie de réserve
215e régiment d'infanterie de réserve
216e régiment d'infanterie de réserve
- 46e détachement de cavalerie de réserve
- 46e régiment d'artillerie de campagne de réserve
- 346e bataillon de pionniers

### Historique
Au déclenchement du conflit, la 46e division de réserve forme, avec la 45e, le 23e corps de réserve.

## Chefs de corps
| Grade           | Nom                  | Date                       |
| --------------- | -------------------- | -------------------------- |
| Generalleutnant | Bruno Hahn           | 25 août 1914 - 9 mai 1915  |
| Generalleutnant | Hugo von Wasielewski | 10 mai 1915 - 18 juin 1918 |
| Generalmajor    | Siegfried von Held   | 19 juin - 31 juillet 1918  |